# Open Quimper Bretagne Occidentale 2016
L'Open Quimper Bretagne Occidentale 2016 è stato un torneo di tennis facente parte della categoria ATP Challenger Tour nell'ambito dell'ATP Challenger Tour 2016. È stata la 6ª edizione del torneo che si è giocato a Quimper in Francia dal 29 febbraio al 6 marzo 2016 su campi in cemento indoor e aveva un montepremi di 42 500 €+H.

## Partecipanti

### Teste di serie
| Nazionalità | Giocatore             | Ranking* | Testa di serie |
| ----------- | --------------------- | -------- | -------------- |
| Francia     | Paul-Henri Mathieu    | 69       | 1              |
| Ucraina     | Sergiy Stakhovsky     | 92       | 2              |
| Germania    | Jan-Lennard Struff    | 108      | 3              |
| Slovacchia  | Lukáš Lacko           | 109      | 4              |
| Francia     | Pierre-Hugues Herbert | 115      | 5              |
| Rep. Ceca   | Adam Pavlásek         | 147      | 6              |
| Francia     | Kenny de Schepper     | 150      | 7              |
| Russia      | Karen Khachanov       | 152      | 8              |

- Ranking al 22 febbraio 2016.

### Altri partecipanti
I seguenti giocatori hanno ricevuto una wild card per il tabellone principale:
- Grégoire Barrère
- Albano Olivetti
- Maxime Tabatruong
- Maxime Teixeira

I seguenti giocatori sono passati dalle qualificazioni:
- Romain Jouan
- Tobias Kamke
- Andrey Rublev
- Alexandre Sidorenko

Il seguente giocatore è entrato in tabellone come lucky loser:
- Nikola Mektić

## Punti e montepremi
| Torneo    | Torneo              | V     | F     | SF    | QF    | 2T  | 1T  | Q | Q2 | Q1 |
| Singolare | Punti               | 90    | 55    | 33    | 17    | 8   | 0   | 5 | –  | –  |
| Singolare | Premi in denaro (€) | 6 150 | 3 600 | 2 130 | 1 245 | 730 | 440 | – | –  | –  |
| Doppio    | Punti               | 90    | 55    | 33    | 17    | –   | 0   | – | –  | –  |
| Doppio    | Premi in denaro (€) | 2 650 | 1 500 | 920   | 540   | –   | 310 | – | –  | –  |

## Campioni

### Singolare
Andrey Rublev ha sconfitto in finale  Paul-Henri Mathieu con il punteggio di 6(6)–7, 6–4, 6–4.

### Doppio
Tristan Lamasine /  Albano Olivetti hanno sconfitto in finale  Nikola Mektić /  Antonio Šančić con il punteggio di 6–2, 4–6, [10–7].